# Jeffersonville (Indiana)
Jeffersonville es una ciudad ubicada en el condado de Clark en el estado estadounidense de Indiana. En el Censo de 2010 tenía una población de 44.953 habitantes y una densidad poblacional de 505,16 personas por km².

## Geografía
Jeffersonville se encuentra ubicada en las coordenadas 38°20′0″N 85°41′50″O / 38.33333, -85.69722. Según la Oficina del Censo de los Estados Unidos, Jeffersonville tiene una superficie total de 88.99 km², de la cual 88.22 km² corresponden a tierra firme y (0.86%) 0.76 km² es agua.

## Demografía
Según el censo de 2010, había 44.953 personas residiendo en Jeffersonville. La densidad de población era de 505,16 hab./km². De los 44.953 habitantes, Jeffersonville estaba compuesto por el 80.4% blancos, el 13.24% eran afroamericanos, el 0.29% eran amerindios, el 1.14% eran asiáticos, el 0.05% eran isleños del Pacífico, el 1.85% eran de otras razas y el 3.02% pertenecían a dos o más razas. Del total de la población el 4.07% eran hispanos o latinos de cualquier raza.